# Simone Biles
Simone Biles Owens (nascuda Simone Arianne Biles (Columbus, Ohio, 14 de març de 1997) és una gimnasta artística estatunidenca i l'actual campiona olímpica i mundial tant en la competició general individual com per equips. L'agost de 2019 feu història en ser la primera dona en realitzar un doble-triple. L'octubre de 2019 va superar el rècord de medalles de Vitali Sxerbo en mundials. Amb onze medalles olímpiques, està empatada amb Věra Čáslavská com la segona gimnasta olímpica amb més medalles i és la gimnasta estatunidenca que n'ha guanyat més.
Biles és set cops campiona nacional en la competició general individual (2013-2016, 2018-2019, 2021), és la campiona olímpica de Rio 2016 i Paris 2024 en la competició general individual i l'única gimnasta campiona mundial en la competició general individual durant tres anys consecutius (2013-2015) que ha guanyat tres vegades més (2018-2019 i 2023). Ha estat cinc vegades campiona mundial en terra (2013, 2014, 2015, 2018 i 2019), tres vegades campiona mundial en barra d'equilibri (2014, 2015 i 2019) i dues vegades campiona de salt (2018 i 2019) i ha estat membre de l'equip nacional dels Estats Units, campió en el mundial de Naning 2014, Glasgow 2015, les Olimpíades de Rio de Janeiro 2016 Doha 2018, Stuttgart 2019 i Anvers 2023. Es caracteritza per la seva potència i per l'alt nivell de dificultat en els seus exercicis, consolidant-se com la millor gimnasta del món. Ha estat la primera gimnasta afroamericana a obtenir el títol de campiona del món en la competició general individual. El 2023, Biles va guanyar el seu vuitè títol de gimnàstica dels Estats Units, batent així el rècord de 90 anys de nombre de títols de gimnàstica estatunidencs que tenia anteriorment Alfred Jochim. Biles va guanyar el Premis Laureus tres vegades com a esportista femenina de l'any (2017, 2019, 2020), i una vegada al retorn de l'any (2024).

## Naixement i infància
Simone Biles va néixer el 14 de març de 1997 a Columbus, Ohio, la tercera de quatre germans. Els seus pares eren addictes a la droga, per la qual cosa la van portar a un orfenat i va ser adoptada juntament amb la seva germana petita, Adria, pel seu avi matern, Ronald Biles, i la seva segona esposa, Nellie Cayetano Biles, que van exercir el paper de pares, mentre que els germans grans van ser adoptats per la germana del seu avi. Quan Simone tenia sis anys, va anar d'excursió al centre de gimnàstica Bannon´s Gymnastix. Per divertir-se, va començar a imitar altres gimnastes. Una de les entrenadores, la Sra. Ronnie la va veure i va cridar Aimee Boorman perquè la veiés. Van enviar una carta a casa dels seus pares per animar-los a inscriure-la en un institut de gimnàstica. Simone va començar les classes en el seu temps lliure. Des dels 8 anys, entrena amb Aimee Boorman. Es va graduar de la secundària l'any 2015, estudis que va realitzar des de casa seva per poder tenir més temps per entrenar.

## Carrera esportiva

### Carrera junior

#### 2011
Biles va començar oficialment la seva carrera en la competició "American Classic" de Huntsville, Texas, l'any 2011. Va acabar tercera en la competició individual, primera en salt de cavall i barra d'equilibri, quarta en terra i vuitena en barres asimètriques. Més tard, en aquell mateix mes, va competir en el torneig "Cover Girl" de 2011, celebrat a Chicago, Illinois, on va acabar cinquena en barra d'equilibri i terra. La seva primera temporada va acabar en el Campionat Nacional dels Estats Units de 2011, anomenat "Visa Championships", celebrat a Saint Paul, Minnesota, on va empatar en el setè lloc en l'especialitat de salt de cavall.

#### 2012
La seva primera aparició del 2012, va ser una altra vegada en la competició "American Classic", però aquesta vegada, va acabar primera en la prova general individual i en salt de cavall, segona en terra, tercera en barra d'equilibri i quarta en barres asimètriques. Més tard, va competir en el torneig "Secret O.S. Classic" de 2012, celebrat a Chicago, en què va acabar primera en la prova general individual i en salt de cavall, segona en terra i sisena en barra d'equilibri. Al juny del mateix any, va participar per segona vegada en el Campionat Nacional dels Estats Units (Visa Championships), aquesta vegada a Saint Louis, Missouri, on va acabar tercera en la general individual, i sisena en barres asimètriques, barra d'equilibri i terra. Després d'aquesta actuació, Biles va ser cridada a formar part de l'equip nacional junior de gimnàstica artística dels Estats Units.

### Carrera sènior

#### 2013
El debut de Biles com a gimnasta sènior va ser al març del 2013, en la Copa Americana "American Cup", un esdeveniment internacional de la FIG. Ella i la seva companya Katelyn Ohashi van ser convocades en substitució d'Elsabeth Black i a Kyla Ross, que havien abandonat la competició per una lesió. Durant la final individual, Biles va estar liderant la competició durant dues rondes, no obstant això, la seva caiguda a la barra d'equilibri li va impedir guanyar, acabant en segon lloc, darrere de la seva compatriota Ohashi.
Després de la seva actuació en la Copa Americana, Biles va participar en la competició de 2013 "City of Jesolo Trophy", que va tenir lloc a Jesolo, Itàlia, on es va coronar amb el primer lloc en la general individual, salt de cavall, barra d'equilibri i terra, mateixes especialitats en què va contribuir amb l'equip estatunidenc, campió d'aquesta edició.
El juliol d'aquest mateix any va participar en la competició "Secret O.S. Classic". La seva actuació va ser deficient, va caure diverses vegades i no va competir en el salt de cavall després de torçar-se el turmell durant l'exercici de terra. Més tard, va ser convidada juntament amb l'equip nacional a ingressar al campament d'entrenament en el ranxo de Marta Karolyi, coordinadora de l'equip nacional dels Estats Units.
L'agost d'aquest mateix any, va competir per tercera ocasió al Campionat Nacional dels Estats Units (P&G Championships), però aquesta vegada com a gimnasta sènior. La seva actuació la va convertir per primera vegada en Campiona Nacional en la competició general individual i guanyadora de la medalla de plata en els quatre aparells (salt de cavall, barres asimètriques, barra d'equilibri i terra). Després del Campionat Nacional, va ser seleccionada de manera oficial com a membre de l'equip nacional sènior i convidada a formar part del campament de classificació, en el ranxo de Marta Karolyi, per al Campionat Mundial de Gimnàstica Artística de 2013. D'aquesta classificació, va resultar seleccionada per ser membre de l'equip que representaria els Estats Units en el Campionat Mundial.
El Campionat Mundial de Gimnàstica Artística de 2013 es va dur a terme a Anvers, Bèlgica. De manera individual, Simone Biles es va classificar primera en la competició general individual, segona en salt de cavall, sisena en barres asimètriques, cinquena en barra d'equilibri i primera en terra. Durant la Final de la general individual, Biles va competir molt correctament i amb exercicis de gran dificultat, la qual cosa li va valer el títol de Campiona Mundial de la general individual amb una puntuació de 60.216, gairebé un punt per sobre de la compatriota, que va quedar segona, Kyla Ross i gairebé un punt i mig per sobre de la campiona mundial de 2010, Aliyá Mustáfina, que va quedar tercera. Es va convertir en la setena gimnasta nord-americana a aconseguir el títol de campiona mundial en la general individual i en la primera gimnasta afroamericana a aconseguir-ho. En les finals per aparells va guanyar la medalla de plata en salt de cavall, per darrere de la campiona mundial regent i medallista olímpica de plata, McKayla Maroney; la medalla de bronze en la barra d'equilibri, per darrere de Kyla Ross i Aliyá Mustáfina; la medalla d'or en terra, per sobre de Vanessa Ferrari i Larisa Iordache; i en les barres asimètriques va acabar quarta.

#### 2014
Biles es va perdre l'inici de temporada a causa d'un lesió a l'espatlla, quedant-se fora de l'American Cup de 2014. El seu retorn a les competicions va ser en el torneig "Secret. O.S. Classic" de 2014, a Chicago, on va guanyar la competició general individual per un ampli marge d'avantatge sobre la segona. Va guanyar la final de salt de cavall, barra d'equilibri i sòl.
En el Campionat Nacional dels Estats Units (P&G Championships) de 2014, Biles va repetir el títol de Campiona Nacional en la general individual, acabant 4 punts per sobre de la medallista de plata, Kyla Ross, malgrat haver-se caigut en el seu exercici de barra d'equilibri. Va guanyar l'or en la final de salt de cavall i terra, plata en la barra d'equilibri i va acabar quarta en les barres asimètriques.
El 17 d'octubre, va ser seleccionada per competir en el Campionat Mundial de Gimnàstica Artística de 2014 a Nanning, Xina. Va dominar la classificació malgrat el seu gran error en les barres asimètriques, classificant-se primera per a la competició individual, salt de cavall, barra d'equilibri i terra, la qual cosa també va significar que amb la seva contribució, l'equip nord-americà es classifiqués primer per a la final per equips. Durant la final per equips, Biles va liderar a l'equip nord-americà, que es va coronar campió del món amb una diferència de gairebé set punts respecte al segon, l'equip xinès. En la final de la individual general, l'actuació de Biles va ser molt bona, millorant la seva actuació en les barres asimètriques respecte de la classificació, la qual cosa li va significar el seu segon títol consecutiu de campiona mundial de la general individual, amb una puntuació total de 60.231. Així mateix es va convertir en la segona nord-americana a repetir el títol de campiona mundial en la general individual, només darrere de Shannon Miller. També va ser la primera gimnasta, sense tenir en compte la nacionalitat, a repetir aquest títol després de Svetlana Khorkina. En les competicions per aparells, va guanyar la medalla de plata en salt de cavall, darrere de la nord-coreana Hong Un Jong i per sobre de la seva compatriota MyKayla Skinner; en la barra d'equilibri va guanyar la medalla d'or, per sobre de la xinesa Bai Yawen i en la final de terra va guanyar l'or per segona vegada consecutiva. Els seus triomfs van fer que arribés a les 6 medalles d'or guanyades en campionats mundials (2013 i 2014), amb la qual cosa es va convertir en la primera nord-americana a aconseguir aquesta fita, superant les 5 medalles mundials d'or de Shannon Miller.

#### 2015
Va iniciar la temporada el 7 de març, competint en la American Cup de 2015, celebrada a Arlington, Texas, aconseguint guanyar la competició general individual amb 62.299 punts i amb un avantatge de més de quatre punts de diferència respecte al segon. Biles va finalitzar aquest mes competint en el trofeu City of Jesolo, competència on va guanyar la general individual amb un puntaje de 62.100.
El juliol va competir en el Secret O.S. Classic en què va guanyar el circuit individual, la prova de barra d'equilibri, l'exercici de terra i salt.
Després de la competició Biles va anunciar que es convertia en atleta professional renunciant a competir en la NCAA i signant un contracte amb l'empresa Octagon.
En el Campionat Nacional va aconseguir la seva tercera medalla d'or consecutiva en el circuit individual, convertint-se en la segona dona a fer-ho després de l'atleta Kim Zmeskal.
Biles va ser seleccionada per formar part de l'equip que va representar els Estats Units en els Mundials de Gimnàstica Artística celebrats a Glasgow. Biles va aconseguir la medalla d'or en la final per equips al costat de les seves companyes Gabrielle Douglas, Aly Raisman, Brenna Dowell, Madison Kocian, Maggie Nichols i MyKayla Skinner. En el terreny individual, Biles va aconseguir tres medalles d'or en les categories de circuit individual, barra d'equilibri i exercici de terra, a més d'una medalla de bronze en salt. En aquests mundials, Biles es va convertir en la primera dona a guanyar la medalla d'or en tres mundials consecutius en la categoria circuit individual.
A finals d'aquest any, Biles va firmar un contracte de publicitat amb la marca esportiva Nike.

#### 2016
Biles va començar la temporada participant a la Pacific Rim Gymnastics Championships a l'abril, en què va guanyar la medalla d'or en la prova de circuit individual, en el circuit en equip, en l'exercici de terra, en barra d'equilibri i en salt.
Al juny va competir en la Secret O.S. Classic en què només va participar en els exercicis de barres asimètriques i barra d'equilibri. També va participar en els P&G Championships.
El juliol va participar en els Olympic Trials (proves de selecció de l'equip olímpic) on va aconseguir ser una de les atletes escollides per representar els Estats Units en els Jocs Olímpics de Rio de Janeiro 2016.

##### Jocs Olímpics de Rio de Janeiro 2016

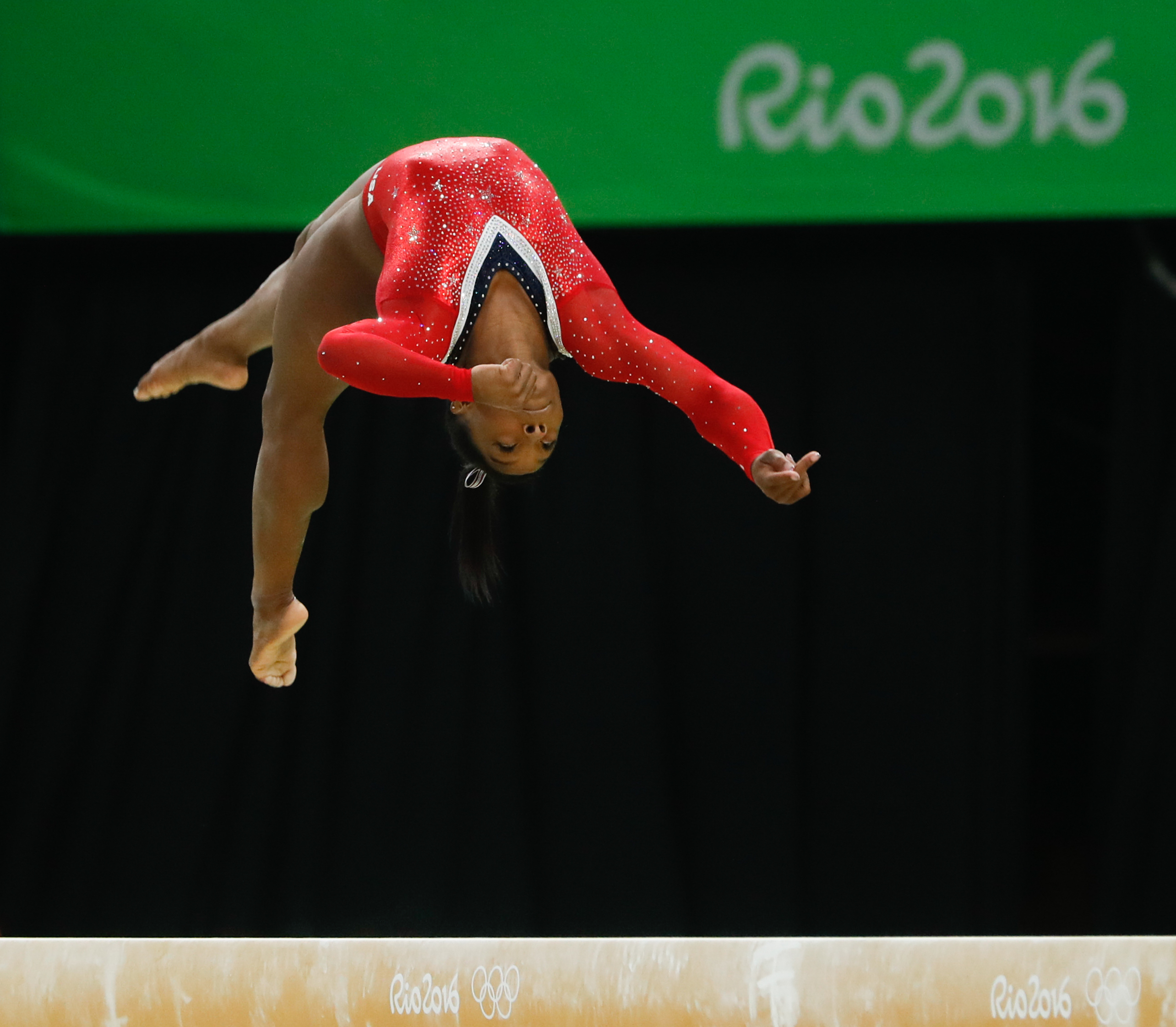
Biles als Jocs Olímpics de Rio 2016

Com cada quatre anys, el comitè olímpic dels Estats Units va realitzar la competició interna denominada "Olympic Trials", que el seu objectiu és seleccionar als esportistes de cada disciplina que representarà al país en els Jocs Olímpics. El 8 i 10 de juliol d'aquest any, es va realitzar l'esdeveniment per conformar l'equip de gimnàstica artística que competiria a Rio 2016. El 10 de juliol es va fer oficial el nomenament de l'equip, que estava format per Simone Biles, Alexandra Raisman, Gabrielle Douglas, Laurie Hernandez i Madison Kocian. En la competició per al procés de selecció, Biles es va classificar automàticament com a membre de l'equip nord-americà en obtenir la primera posició en la competició general individual amb una puntuació total de 123.250.

###### Classificació
El 7 d'agost, es va dur a terme la prova de classificació per determinar quins equips i gimnastes arribarien a les finals en les diverses modalitats de gimnàstica artística. Individualment, Biles es va classificar per a les finals, primera en la modalitat general individual amb una puntuació total de 62.366; primera en l'especialitat de salt, amb una puntuació de 16.050; primera en l'especialitat de barra d'equilibri, amb una puntuació de 15.633 i primera en l'especialitat de terra, amb una puntuació de 15.733. En la modalitat de barres asimètriques, no va aconseguir classificar-se per a la final, no obstant això, la seva bona actuació en aquesta especialitat la va fer creditora de 15.000 punts de qualificació, amb la qual cosa es posicionava com la tercera millor gimnasta del seu equip en aquesta especialitat, allò significava que Biles participaria en tots els aparells per a la final per equips.
Les altes puntuacions obtingudes per les integrants de l'equip, van fer que l'equip nord-americà es classifiqués en primer lloc amb un total de 185.238 punts, la qual cosa significava un ampli avantatge de 10 punts sobre l'equip de la República Popular de la Xina, classificada en segon lloc.
| Aparell             | Dificultat  | Execució    | Total  | Lloc |
| Salt                | 6.300 6.400 | 9.700 9.700 | 16.050 | #1   |
| Barres Asimètriques | 6.100       | 8.900       | 15.000 | #13  |
| Barra d'Equilibri   | 6.700       | 8.933       | 15.633 | #1   |
| Sòl                 | 6.800       | 8.933       | 15.733 | #1   |

###### Finals

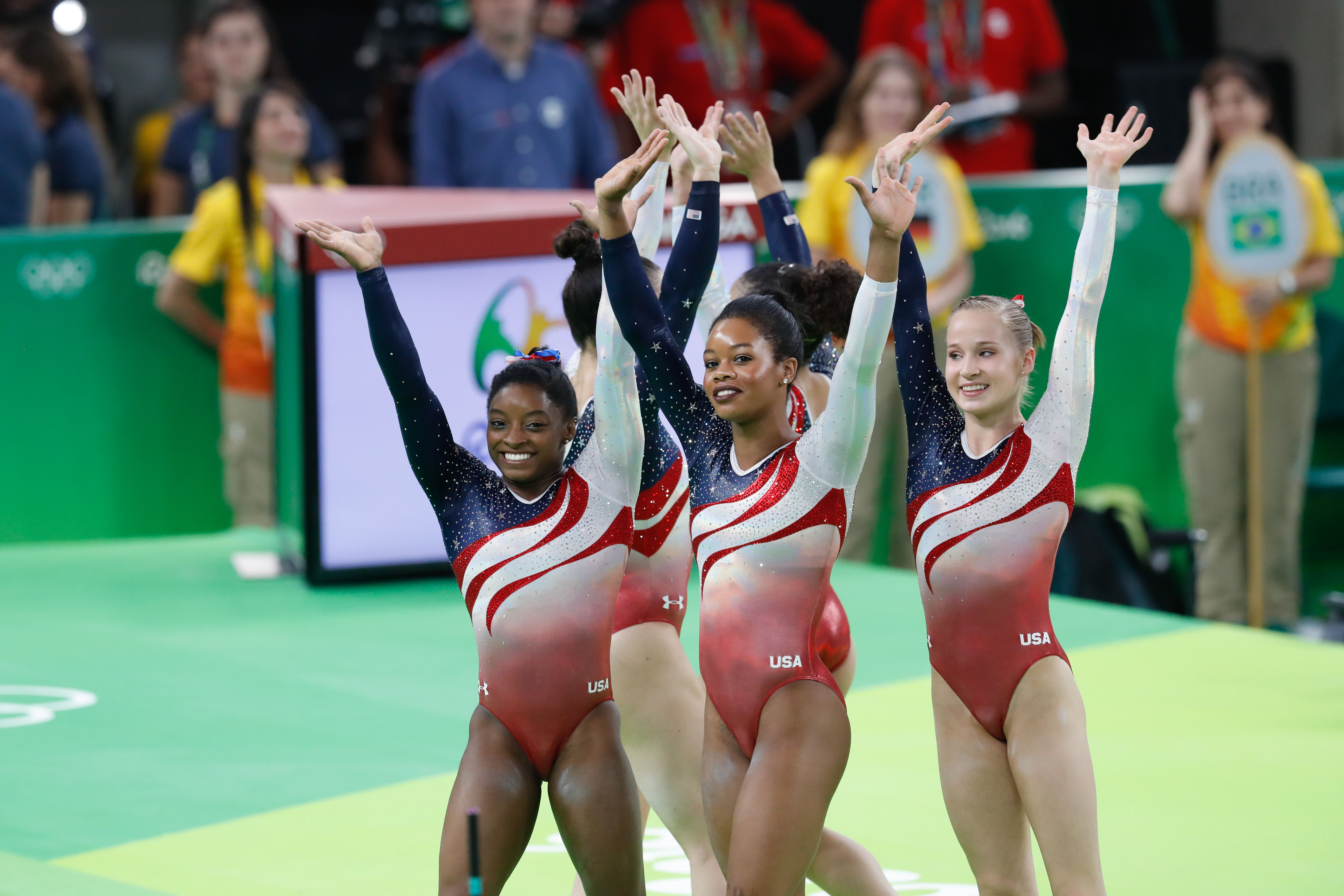
Or dels EUA en gimnàstica artística femenina 2016

Juntament amb les seves companyes, va aconseguir la medalla d'or en la final per equips. Individualment va aconseguir la medalla d'or en la competició general individual amb una puntuació de 62.198 per davant de la seva companya d'equip Aly Raisman. En les finals per aparells, Biles va aconseguir la medalla d'or en salt amb una puntuació 15.966; la medalla de bronze en la final de barra d'equilibri amb una puntuació de 14.733, quedant per darrere de la seva companya a causa d'una caiguda Laurie Hernandez, i la medalla d'or en la final de terra amb una puntuació de 15.966 per davant de la seva companya Aly Raisman.
Amb quatre medalles d'or en els Jocs Olímpics de Rio, Biles es converteix en la gimnasta nord-americana amb més medalles d'or en uns únics Jocs Olímpics.
Biles va ser la banderera nord-americana en la cerimònia de clausura dels Jocs Olímpics de Rio de Janeiro.

### Aturada
Biles no va competir el 2017.
Després dels Jocs de Rio del 2016, va coescriure una autobiografia amb la periodista Michelle Burford, Courage to Soar: A Body in Motion, A Life in Balance. Biles va dir: "Vull que la gent aconsegueixi els seus somnis i hi ha tanta gent que m'ha inspirat amb el seu amor i ànims al llarg del camí, i vull transmetre aquesta inspiració als lectors". El llibre va arribar al número u de la llista de joves més venuts de The New York Times la setmana del 8 de gener de 2017, i es va convertir en un biopic de Lifetime.
Biles va competir a la temporada 24 de Dancing with the Stars, intentant replicar la victòria del seu companya d'equip de Rio Laurie Hernandez a la temporada 23. Emparellada amb el ballarí professional Sasha Farber, era favorita per guanyar, però va ser eliminada el 15 de maig de 2017, una setmana abans de les finals, i va quedar en quart lloc.
L'agost, durant els Campionats nacionals de gimnàstica estatunidencs del 2017, Biles va dir que havia tornat al gimnàs per començar a condicionar-se. La seva antiga entrenadora, Aimee Boorman, s'havia traslladat a Florida amb la seva família; a l'octubre, Biles va contractar l'entrenador Laurent Landi, que havia entrenat la seva companya de l'equip olímpic Madison Kocian.

### Retorn

#### 2018

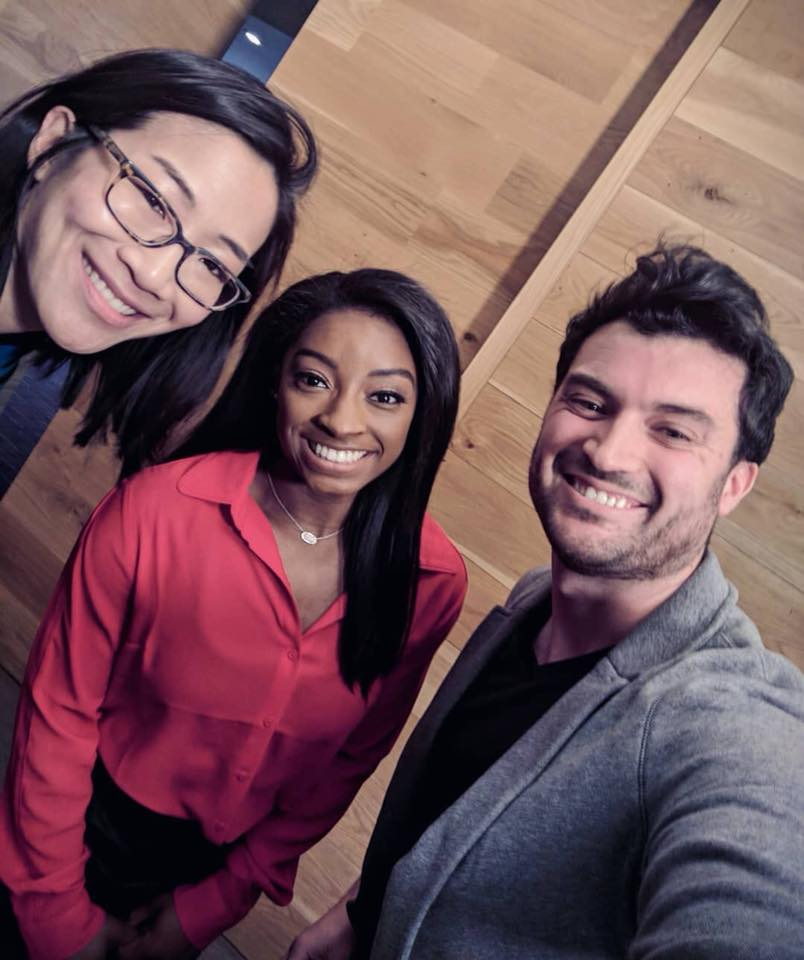
Simone Biles amb Ramon Taylor el 2018.

Biles es va tornar a afegir a la selecció nacional dels Estats Units l'1 de març després que el comitè de selecció de l'atleta veiés vídeos recents de les seves actuacions. La seva primera competició de l'any va ser l'U.S. Classic al juliol, on va guanyar el títol global per davant de Riley McCusker per 1.200 punts. També va guanyar la medalla d'or a terra i a la barra d'equilibri i va registrar la puntuació més alta en volta única. La seva puntuació global de 58.700 es va convertir en el puntuació més alta registrada en virtut del Codi de punts de 2017–2020 malgrat una caiguda a les barres asimètriques i una penalització per sortir fora dels límits en l'exercici de terra. Va mostrar nombroses actualitzacions a les seves rutines a partir del 2016, inclosa una Fabrichnova (sortida amb doble gir d'esquena) i un Van Leeuwen en barres asimètriques i un Moors (doble disposició de doble gir) a l'exercici del terra.
L'agost, Biles va competir als Campionats nacionals 2018. Va ocupar la primera posició en tots els esdeveniments durant els dos dies de competició, la primera dona que ho va fer des de Dominique Dawes el 1994. Biles va guanyar el títol global amb 6,55 punts per davant de la segona classificada Morgan Hurd i va establir el rècord de títols més nacionals amb cinc. Aquesta posició també li va suposar el seu quart títol nacional de salt, el tercer títol nacional de barra d'equilibris i exercicis de terra i el primer títol nacional de barres asimètriques. La seva puntuació global de 60.100 del primer dia de competició va ser la primera puntuació registrada per sobre dels 60 des de la seva pròpia victòria global als Jocs Olímpics de 2016. Va ser nomenada membre de l'equip nacional per setè cop i va ser convidada al camp de selecció d'octubre per al Campionat Mundial de 2018.
Als Jocs Olímpics de la Joventut, els equips mixts multidisciplinaris van rebre el nom de llegendes de gimnàstica, incloses Biles, Nadia Comăneci, i Kōhei Uchimura. L'equip anomenat per Biles va guanyar l'or.
A l'octubre, Biles va participar al camp de selecció de l'equip pel mundial. Va situar-se en primera posició a la general, així com en exercici de salt i terra. Es va col·locar en segon lloc a les barres asimètriques darrere de McCusker, i quarta en barra d'equilibri (a causa que va tocar l'estora amb les mans en la sortida) darrere de Kara Eaker, McCusker i Ragan Smith. Biles va estrenar un nou salt: un Yurchenko amb mitja volta activada amb un salt estirat cap endavant amb dues voltes amb una mitja volta extra). L'endemà va ser nomenada membre de l'equip per competir al Campionat del Món de 2018 al costat de McCusker, Hurd, Grace McCallum, Eaker i la seva suplent Ragan Smith.
A finals d’octubre, al Campionats del Món de 2018 a Doha, Qatar, Biles va anar a una sala d’urgències la nit anterior a la ronda de qualificació a causa de dolors estomacals que van resultar ser una pedra renal. Després de confirmar que no era apendicitis, va sortir de l'hospital. L'endemà, va classificar-se a la final general, salt, barra d'equilibri i terra en primera posició, i a la final de barres asimètriques en segon lloc per darrere de Nina Derwael de Bèlgica. Després d’executar amb èxit el salt, va rebre el nom de Biles en el Codi de Punts i va rebre un valor de dificultat de 6,4 (pel codi de punts 2017-2020), empatat amb el Produnova com el salt més difícil mai intentat. Els Estats Units també es van classificar a la final per equips en primer lloc. Durant la final per equips, Biles va competir en les quatre proves, registrant la puntuació més alta de qualsevol competidor a salt, asimètriques i exercici de terra. L'equip estatunidenc va guanyar la medalla d’or amb una puntuació de 171.629, amb 8.766 punts d’avantatge sobre el segon, Rússia, superant el rècord de diferència de punts establert a l'era oberta al Mundials de 2014 (6.693) i als Jocs Olímpics d’Estiu de 2016 (8.209).
A la final individual del concurs complet, Biles va guanyar la medalla d'or per un marge d'1,7 punts tot i caure tant al salt com a la barra d'equilibri. La diferència aclaparadora de dificultats entre ella i les seves competidores li va permetre obtenir el títol amb una puntuació de 57,491 sobre la medalla de plata Mai Murakami del Japó i la medalla de bronze Morgan Hurd. En obtenir el seu quart títol mundial, Biles va establir un nou rècord com la dona amb més títols individuals en concurs complet, superant l'anterior rècord de tres que compartia en aquell moment amb Svetlana Khorkina. També es va convertir en la primera campiona olímpica femenina que obtenia un títol mundial en concurs complet des que el 1972 la campiona olímpica Lyudmilla Turischeva ho va fer el 1974.
A la final de l'aparell, Biles va guanyar el seu primer títol mundial de salt. Va competir amb els salt Cheng i Amanar. Això va suposar la seva tretzena medalla d'or mundial, el que significa que Biles superava el rècord del campionats del món de gimnàstica artística de qualsevol gènere, trencant el rècord anterior soviètic de Vitali Sxerbo de dotze medalles d'or. Després va guanyar la medalla de plata en barres asimètriques darrere de Nina Derwael de Bèlgica. En guanyar una medalla en asimètriques, Biles es va convertir en la primera estatunidenca i la desena gimnasta femenina de qualsevol país a tenir medalla en tots els aparells. L'endemà, va guanyar la medalla de bronze a la barra d'equilibri per darrere de Liu Tingting de la Xina i Ana Padurariu del Canadà. Després va guanyar la medalla d'or en l'exercici de terra amb una forta rutina. En fer-ho, es va convertir en la primera gimnasta estatunidenca i la primera gimnasta no soviètica que va guanyar medalles en totes les competicions d'un únic Campionat Mundial, així com la primera gimnasta de qualsevol país que ho va fer des d'Elena Shushunova al 1987. Les seves 6 medalles en aquest Campionat Mundial van portar el nombre total de medalles mundials a 20, cosa que la van fer empatar amb Khorkina.

#### 2019

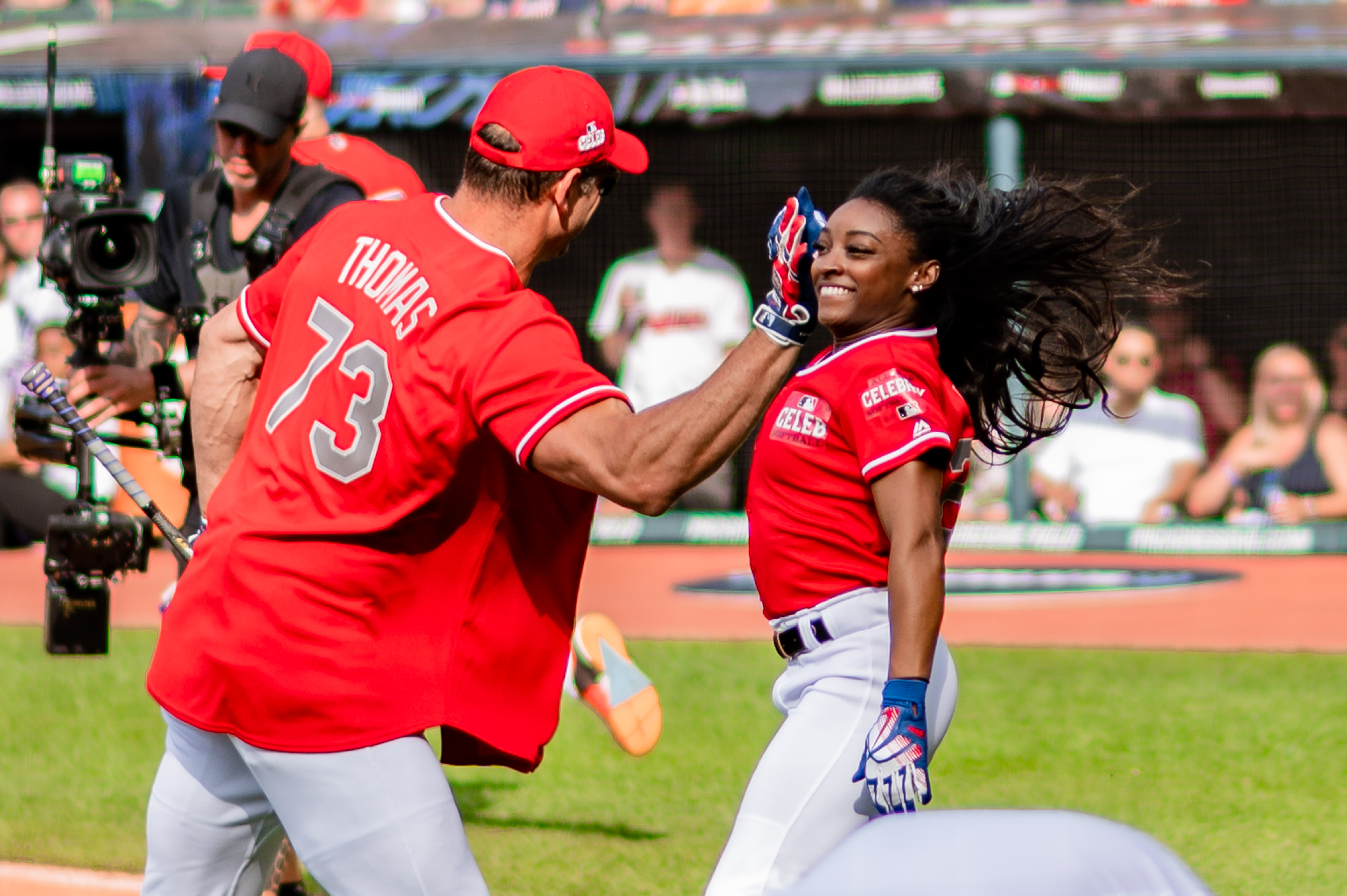
Biles al All-Star Legends & Celebrity Softball Game de 2019.

A principis de març, Biles va competir a la Copa del Món de Stuttgart, la seva primera aparició a la Copa del Món fora de terres americanes. Va acabar en el primer lloc, amb 3.668 punts d'avantatge sobre la segona classificada, la canadenca Ana Padurariu.
El juliol, Biles va competir al GK US Classic. Durant l'entrenament previ, va realitzar un salt doble enrotllat de triple gir cap enrere (actualitzat des d'un Silivas), però no el va realitzar durant la competició. Biles va guanyar el global, 2,1 punts per davant de la segona classificada Riley McCusker. Individualment, es va classificar cinquena en asimètriques per darrere de Morgan Hurd, Sunisa Lee, Grace McCallum i McCusker, tercera en barra d'equilibri per darrere de Kara Eaker i McCusker, i primera en l'exercici de terra. També va obtenir la puntuació més alta de salt únic, per davant de Jade Carey i MyKayla Skinner.
L'agost, Biles va competir al Campionat Nacional de Gimnàstica dels Estats Units. Es va classificar en primera posició a la general, amb una puntuació combinada de dos dies de 118.500. En la competició, es va convertir en la primera dona a completar una doble salt enrere amb triple gir a l'exercici a terra i la primera gimnasta que va completar una doble volta giratòria en la sortida de la barra. Es va situar primer al salt, per davant de Jade Carey i MyKayla Skinner, primera a la barra d'equilibri per davant de Kara Eaker i Leanne Wong, primera a l'exercici a terra per davant de Carey i Sunisa Lee, i la tercera en barres asimètriques darrere de Lee i Morgan Hurd.
Al setembre, Biles va competir en les proves del Campionat Mundial dels Estats Units, on es va classificar per primera vegada en tot, tot i caure sobre la seva sortida de les barres asimètriques i va guanyar un lloc a l'equip que competiria als Campionats del Món de 2019 a Stuttgart. L'endemà, les seves companyes Sunisa Lee, Kara Eaker, MyKayla Skinner, Jade Carey i Grace McCallum també van ser nomenades a l'equip.
A la final per equips del Campionat del Món, Biles va liderar l'equip al seu cinquè títol consecutiu per equips, aportant puntuacions de 15.400, 14.600, 14.433 i 15.333 a salt, barres asimètriques, barra d'equilibri i exercici a terra, respectivament. En fer-ho, Biles va superar la gimnasta russa Svetlana Khorkina com la gimnasta femenina amb més medalles de la història del Campionat Mundial. Les seves puntuacions en salt, barra i exercici a terra van ser les més altes del dia. En la final del concurs complet individual Biles va guanyar l'or amb una puntuació de 58,999, un rècord de 2,1 punts per davant de la segona classificada Tang Xijing de la Xina. Una vegada més, va registrar les puntuacions més altes del dia en exercicis de salt, barra i terra.
Durant el primer dia de les finals per aparells, Biles va guanyar la medalla d'or al salt, per davant de la seva companya d'equip Carey i Ellie Downie de la Gran Bretanya. Després de guanyar una medalla al salt, la seva 23a medalla al Campionat del Món, Biles va empatar el rècord de medalles aconseguides als Campionats del Món amb el gimnasta soviètic/belarús Vitali Sxerbo. Durant la final de barres desiguals, Biles va obtenir una puntuació de 14.700, acabant en cinquè lloc, a una dècima de la medallista de bronze i companya d'equip Sunisa Lee.
El segon dia de la final de l'esdeveniment, Biles va obtenir 15,066 a la barra, aconseguint la medalla d'or en superar Liu Tingting i Li Shijia, ambdues de la Xina, per més de 0,6 punts. Això va marcar la 24a medalla del Campionat Mundial de Biles, superant el rècord de Scherbo i convertint Biles en l'única titular del rècord de medalles del Campionat del Món guanyades per un gimnasta, tant en categoria masculina com femenina.
En l'exercici a terra, Biles va guanyar l'or amb una puntuació de 15.133, un punt més que la medalla de plata Lee. En guanyar cinc medalles d'or a Stuttgart, Biles va empatar el rècord de més medalles d'or guanyades en un únic Campionat Mundial amb Larisa Latynina i Boris Shakhlin, que van aconseguir-ho al Campionat del món de 1958. A més, en guanyar la seva cinquena medalla d'or en l'exercici de terra, Biles va empatar el rècord de més títols mundials en un aparell amb l'italià Jury Chechi (que va guanyar cinc medalles d'or en anelles) i la rusa Svetlana Khorkina que va guanyar cinc medalles d'or en barres asimètriques).

#### 2020
Al febrer, es va anunciar que Biles va ser escollida per representar els Estats Units a la Copa del Món de Tòquio que havia de tenir lloc el 4 d'abril. Tanmateix, al març es va anunciar que Biles no hi assistiria a causa de les preocupacions per la pandèmia de COVID-19 tant per la situació nacional com a tot el món (incloent el Japó). L'endemà, l'Associació Japonesa de Gimnàstica va anunciar que havia cancel·lat l'esdeveniment.

#### 2021
Al maig, Biles va competir al U.S. Classic. Va estrenar un salt de doble gir Yurchenko, que cap dona mai havia completat abans, en el seu camí cap a un altre títol global en el U.S. Classic. El nou salt va rebre un valor preliminar de 6,6, cosa que la convertia en el salta més valorat de la gimnàstica femenina.
Al juny, Biles va competir als Campionats Nacionals dels Estats Units i va guanyar el seu setè títol nacional global i la classificació per a les proves olímpiques. A més de guanyar el títol global per 4,7 punts, Biles també va situar-se primera al salt, la barra d'equilibri i l'exercici a terra, així com la tercera a les barres asimètriques. A les proves olímpiques, Biles es va classificar primera i va guanyar un lloc automàtic a l'equip olímpic. Va acabar amb 2.266 punts per davant de la segona classificada Sunisa Lee; tanmateix, la puntuació de la competició en el segon dia de Lee (58.166) va ser superior a la de Biles (57.533), sent la primera vegada que algú obtenia una puntuació global més alta que Biles des que ho aconseguís Kyla Ross el 2013. També van ser nomenats a l'equip olímpic Lee, la companya d'equip de Biles Jordan Chiles i Grace McCallum.

##### Jocs Olímpics de Tòquio de 2020
En els Jocs Olímpics Biles va realitzar la prova general durant les classificacions i va ajudar els Estats Units a classificar-se a la final per equips en segon lloc per darrere de les gimnastes del Comitè Olímpic Rus, que no podien competir sota bandera rusa per sanció. Tot i que va patir nombrosos contratemps, Biles encara es va classificar a la final general i de salt en primera posició. A més, va passar a la final de l'exercici de terra segona per darrere de Vanessa Ferrari i a la final de la barra d'equilibri i les barres asimètriques, sent l'única gimnasta en classificar-se per a totes les finals. Finalment, però, va abandonar a la final per equips; va dir que mentalment, no n'estava preparada. L'equip dels Estats Units va guanyar la medalla de plata per darrere dels atletes atletes del Comitè Olímpic Rus. L'endemà va anunciar que tampoc participaria en l'exercici complet individual, tot citant problemes de salut mental. El 31 de juliol va renunciar també a les finals de salt i barres asimètriques de l'endemà, dia en que la federació va anunciar que tampoc participaria a la de terra. Finalment Biles va tornar al darrer dia de competició, disputant la final de barra d'equilibri. Tot i que Biles va realitzar una sortida de doble pike relativament més fàcil, va guanyar la medalla de bronze per darrere de Guan Chenchen i Tang Xijing de la Xina. Amb el bronze, va empatar Shannon Miller amb el major nombre de medalles olímpiques per una gimnasta estatunidenca amb un total de set. Biles també va empatar Larisa Latynina de la Unió Soviètica amb el major nombre de medalles guanyades per una gimnasta femenina de tots els temps amb 32 medalles olímpiques i mundials combinades.
Biles va dir que va experimentar "twisties", un fenomen psicològic que fa que una gimnasta perdi consciència mentre realitza elements de torsió a l'aire. Va assenyalar que, tot i que no era la primera vegada que experimentava twisties al salt o a terra, era la primera vegada que les experimentava en barres asimètriques i barra d'equilibri. Biles va prendre la decisió de retirar-se després de la primera rotació de la final de l'equip perquè considerava que “simplement estava tan perduda que estava en risc [la seva] seguretat, així com una medalla per equips”. Diverses gimnastes van defensar la decisió de Biles i van transmetre les seves pròpies històries de lluita amb els twisties. La decisió de Biles de prioritzar la seva salut mental va ser generalment àmpliament elogiada i acreditada per haver iniciat una conversa més àmplia sobre el paper de la salut mental en els esports, iniciada originalment per Naomi Osaka. No obstant, la seva decisió també va provocar algunes crítiques.

#### 2023
A finals de juny es va anunciar que Biles tornaria a la competició al U.S. Classic de 2023, previst per a principis d'agost. El 5 d'agost va fer el seu retorn millorant a cada exercici. Va començar amb les barres asimètriques i, amb un exercici sòlid, es va posar al capdavant de la classificació amb una puntuació de 14,000 que li va suposar el bronze en aquest aparell. Va continuar a la barra d'equilibri i a terra on va obtenir l'or amb 14,800 i 14,900 respectivament. Va tancar la competició amb un salt de 15,400 que li va donar la victòria a l'exercici complet amb cinc punts de ventatge sobre la segona classificada, Leanne Wong. Amb el seu segon exercici ja va obtenir la classificació per al campionat dels Estats Units. Al Campionat Nacional, Biles va guanyar el seu vuitè títol nacional per davant de Shilese Jones i Leanne Wong. A més, va guanyar la medalla d'or en l'exercici de barra d'equilibri i terra i va ser bronze en barres asimètriques darrere de Jones i Skye Blakely. Amb el seu vuitè títol nacional, Biles va batre el rècord d'Alfred Jochim, que va guanyar set títols a nivell nacional, l'últim el 1933. A més, Biles es va convertir en la dona més gran a guanyar el títol, amb 26 anys i 166 dies; va superar el rècord de Linda Metheny Mulvihill, que tenia 24 i 100 dies el 1971.
Al setembre, Biles va assistir al camp de selecció femení dels Estats Units per al Campionat del Món de gimnàstica artística de 2023 i el Campionat Panamericà de Gimnàstica Artística, celebrats a Katy (Texas). Malgrat que va tenir dues caigudes, va guanyar el primer dia de competició amb una puntuació global de 55.700 que li va atorgar la qualificació automàtica per a l'equip dels EUA.
Al Campionat del Món Biles es va classificar en primer lloc per a la final del concurs complet individual amb una puntuació de 58.932, gairebé dos punts per davant del seu company d'equip Shilese Jones. També es va classificar en primer lloc a totes les finals d'esdeveniments excepte a les barres desiguals, on va quedar 5a, obtenint un lloc per a totes les finals.
A la competició per equips, Biles va aportar rutines d'èxit en cada esdeveniment per ajudar els EUA a aconseguir la setena medalla d'or consecutiva per equips, un fet sense precedents.
Al concurs complet individual, Biles va aconseguir totes les seves rutines, llevat d'un petita ensopegada durant la seva coreografia a l'exercici de terra. Va guanyar la seva sisena medalla d'or mundial amb una puntuació de 58.399, per davant de la brasilera Rebeca Andrade i la companya d'equip de Biles Jones.
A la final de la salt, Biles va caure en el seu primer salt, el doble pique Yurchenko, i també va incórrer en una deducció de 0,5 perquè el seu entrenador es va col·locar per seguretat a l'altre costat del poltre durant el salt. Malgrat això, va aconseguir la medalla de plata amb una puntuació mitjana de 14,549, a només 0,201 punts d'Andrade. A la final de barres asimètriques, va quedar 5a amb una puntuació de 14.200. A la final de la barra d'equilibri, va quedar primera amb una puntuació de 14.800, una dècima d'un punt per davant de la medallista de plata Zhou Yaqin. Durant la final de l'exercici de terra va guanyar la medalla d'or amb una puntuació de 14.633 després d'una desena de penalització per un pas fora dels límits, acabant amb una avantatge de només 0.133 sobre Rebeca Andrade.

#### 2024
Biles va competir a l'U.S. Classic on va ocupar el primer lloc a la classificació general i va guanyar el seu setè títol dels EUA. A més, va registrar la puntuació més alta d'un sol salt i es va col·locar primera a l'exercici de terra i segona en barres asimètriques i barra d'equilibri darrere de Shilese Jones i Sunisa Lee respectivament.
Al Campionats Nacional de 2024 va guanyar la medalla d'or en tots els aparells i es va convertir en la primera gimnasta a guanyar nou títols a l'exercici complet al campionat, superant en 5,9 punts a la segona, Skye Blakely. La puntuació general de Biles el primer dia de 60.450 va ser la puntuació més alta registrada en aquest període olímpic. Com a resultat, es va classificar per als Olympic trials (Proves olímpiques).
Als Olympic trials Biles es va col·locar primera en l'exercici complet, segona en barres asimètriques, quarta en barra d'equilibri i primera en l'exercici de terra. Va fer el millor salt en la fase de classificació, amb 15.975, però no va fer el segon salt, fent-la inclassificable per a la final de l'aparell. Tot i que va caure de la barra d'equilibri en el segon dia de la competició, encara va guanyar amb més de cinc punts d'avantatge sobre la subcampiona, Sunisa Lee. Després de la competició, va ser seleccionada per representar els Estats Units als Jocs Olímpics d'estiu de 2024 al costat de Jade Carey, Jordan Chiles, Lee i Hezly Rivera. Biles es convertirà en la quarta gimnasta artística americana que competeix en tres Jocs Olímpics. A la cita olímpica, Biles va liderar els Estats Units per guanyar la medalla d'or a la final per equips. També va guanyar la medalla d'or a l'exercici complet, convertint-se en la primera dona en guanyar dues medalles d'or en l'exercici complet des de Věra Čáslavská que ho va aconseguir el 1964 i el 1968 i la primera en fer-ho en dos jocs no consecutius. Tres dies més tard va guanyar també la medalla d'or en salt. Biles va guanyar la medalla de plata en l'exercici de terra, perdent la medalla d'or per dues sortides de límits amb els dos peus que li van suposar una penalització de 0,60.

## Vida personal
Biles va tenir una relació amb el seu company gimnasta Stacey Ervin Jr des d'agost del 2017 fins al març del 2020.
Ha estat en una relació amb el jugador professional de futbol americà Jonathan Owens des de l'agost de 2020. Biles va anunciar el seu compromís amb Owens el 15 de febrer de 2022. Es van casar el 22 d'abril de 2023.

### Agressió sexual de Larry Nassar

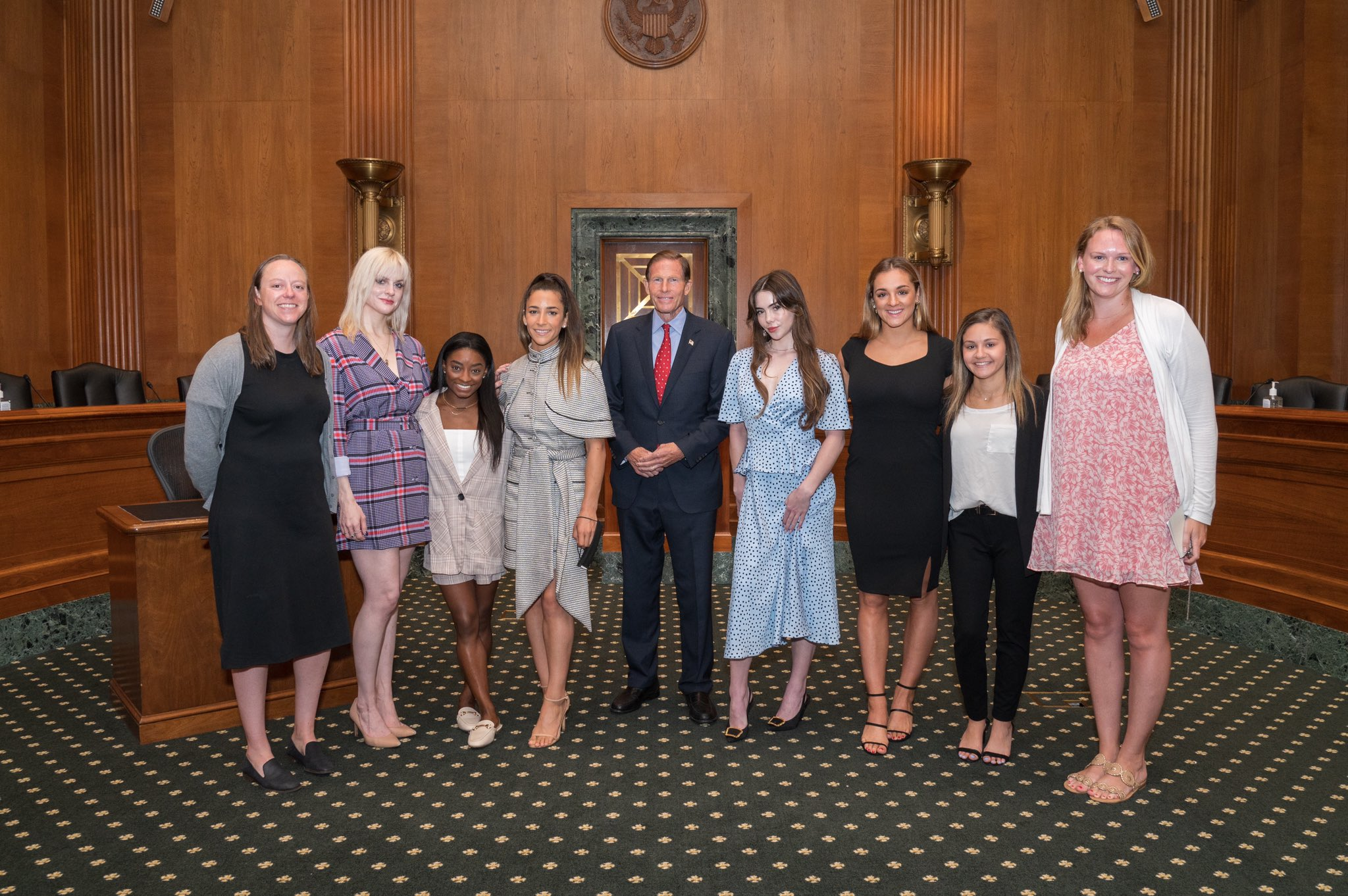
Biles amb altres supervivents i Richard Blumenthal

El 18 de gener de 2018, Biles va publicar una declaració a Twitter confirmant que l'antic metge de USA Gymnastics Larry Nassar l'havia agredit sexualment. També va al·legar que USA Gymnastics va tenir un paper en permetre que es produís l'abús i posteriorment encobriment. No va assistir a les audiències judicials celebrades del 16 al 24 de gener de 2018, i va afirmar que «no estava emocionalment preparada per tornar a enfrontar-se a Larry Nassar». El maig de 2018, es va anunciar que Biles i les altres supervivents rebrien el Premi Arthur Ashe al coratge. Al Campionat Nacional dels Estats Units de 2018, Biles va dissenyar i portar un maillot verd que va declarar que estava destinat a honorar els supervivents dels abusos de Nassar, com a declaració d'unificació. El 14 de setembre de 2021, Biles va declarar davant el Comitè Judicial del Senat que va culpar «tot el sistema» d'habilitar i perpetuar els crims de Nassar, dient que USA Gymnastics i el Comitè Olímpic i Paralímpic dels Estats Units «no van fer la seva feina». Tres de les seves companyes d'equip nacional, McKayla Maroney, Maggie Nichols i Aly Raisman, van declarar amb ella.

## Exercici de terra
L'exercici de terra és l'especialitat en què Biles ha destacat, no només per l'alt grau de dificultat de la seva rutina, sinó per ser cinc vegades campiona mundial en aquesta disciplina, tres de forma consecutiva, així com haver-ne obtingut l'or olímpic.

### Epònims
Els epònims de Simone Biles en l'exercici de terra reben els nom de Biles i Biles II.

#### Biles
Consisteix en la combinació de dos elements: doble mortal estès amb mig gir. Aquest element es classifica dins del grup G i té com a grau de dificultat un valor de 0.7 punts. Va ser reconegut com a element original de Simone Biles al realitzar-ho per primera vegada en el Campionat Mundial de Gimnàstica Artística d'Anvers el 2013.

#### Biles II
El Biles II, consisteix en la combinació d'una triple pirueta amb doble mortal agrupat cap enrere. Aquest element es classifica dins del grup J i té com a grau de dificultat un valor de 1.0 punts, sent l'únic dins d'aquesta classificació i el més difícil de la gimnàstica artística femenina. va ser reconegut com a element original de Simone Biles al realitzar-lo per primera vegada en el Campionat Mundial de Gimnàstica Artística, a Stuttgart 2019.

### Final de terra en campionats mundials

#### 2013
| Prova         | Or                          | Argent                         | Bronze                         |
| Terra (06.10) | Simone Biles (USA) · 15,000 | Vanessa Ferrari (ITA) · 14,633 | Larisa Iordache (ROM) · 14,600 |

#### 2014
| Prova         | Or                          | Argent                         | Bronze                        |
| Terra (12.10) | Simone Biles (USA) · 15,333 | Larisa Iordache (ROM) · 14,800 | Alia Mustafina (RUS) · 14,733 |

#### 2015
| Prova         | Or                          | Argent                            | Bronze                        |
| Terra (01.11) | Simone Biles (USA) · 15,800 | Ksénia Afanàssieva (RUS) · 15,100 | Maggie Nichols (USA) · 15,000 |

#### 2018
| Prova         | Or                          | Argent                     | Bronze                      |
| Terra (03.11) | Simone Biles (USA) · 14,933 | Morgan Hurd (USA) · 13,933 | Mai Murakami (JAP) · 13,866 |

#### 2019
| Prova         | Or                          | Argent                    | Bronze                             |
| Terra (13.10) | Simone Biles (USA) · 15,133 | Sunisa Lee (USA) · 14,133 | Anguelina Mélnikova (RUS) · 14,066 |

#### 2023
| Prova         | Or                          | Argent                        | Bronze                        |
| Terra (08.10) | Simone Biles (USA) · 14,633 | Rebeca Andrade (BRA) · 14,500 | Flávia Saraiva (BRA) · 13,966 |

## Història competitiva

### Júnior
| Any  | Esdeveniment       | Equip | AA | VT | UB | BB | FX |
| ---- | ------------------ | ----- | -- | -- | -- | -- | -- |
| 2011 | American Classic   |       | 3  | 1  | 8  | 1  | 4  |
| 2011 | U.S. Classic       |       | 20 | 5  |    |    | 5  |
| 2011 | Campionat Nacional |       | 14 | 7  | 22 | 10 | 12 |
| 2012 | U.S. Classic       |       | 1  | 1  |    | 6  | 2  |
| 2012 | Campionat Nacional |       | 3  | 1  | 6  | 6  | 6  |

### Senior
| Any  | Esdeveniment                                | Equip                                       | AA                                          | VT                                          | UB                                          | BB                                          | FX                                          |
| ---- | ------------------------------------------- | ------------------------------------------- | ------------------------------------------- | ------------------------------------------- | ------------------------------------------- | ------------------------------------------- | ------------------------------------------- |
| 2013 | American Cup                                |                                             | 2                                           |                                             |                                             |                                             |                                             |
| 2013 | Trofeu Ciutat de Jesolo                     | 1                                           | 1                                           | 1                                           |                                             | 1                                           | 1                                           |
| 2013 | Chemnitz Friendly                           | 1                                           | 2                                           | 1                                           |                                             | 1                                           | 1                                           |
| 2013 | U.S. Classic                                |                                             |                                             |                                             |                                             | 7                                           | 8                                           |
| 2013 | Campionat Nacional                          |                                             | 1                                           | 2                                           | 2                                           | 2                                           | 2                                           |
| 2013 | Mundial                                     | N/D                                         | 1                                           | 2                                           | 4                                           | 3                                           | 1                                           |
| 2014 | U.S. Classic                                |                                             | 1                                           | 1                                           | 4                                           | 1                                           | 1                                           |
| 2014 | Campionat Nacional                          |                                             | 1                                           | 1                                           | 4                                           | 2                                           | 1                                           |
| 2014 | Mundial                                     | 1                                           | 1                                           | 2                                           |                                             | 1                                           | 1                                           |
| 2015 | American Cup                                |                                             | 1                                           |                                             |                                             |                                             |                                             |
| 2015 | Trofeu Ciutat de Jesolo                     | 1                                           | 1                                           | 1                                           |                                             | 1                                           | 1                                           |
| 2015 | U.S. Classic                                |                                             | 1                                           | 1                                           | 4                                           | 1                                           | 1                                           |
| 2015 | Campionat Nacional                          |                                             | 1                                           | 1                                           | 5                                           | 1                                           | 2                                           |
| 2015 | Mundial                                     | 1                                           | 1                                           | 3                                           |                                             | 1                                           | 1                                           |
| 2016 | Pacific Rim Championships                   | 1                                           | 1                                           |                                             |                                             |                                             |                                             |
| 2016 | U.S. Classic                                |                                             |                                             |                                             | 5                                           | 1                                           |                                             |
| 2016 | Campionat Nacional                          |                                             | 1                                           | 1                                           | 4                                           | 1                                           | 1                                           |
| 2016 | Olympic Trials                              |                                             | 1                                           | 1                                           | 4                                           | 4                                           | 1                                           |
| 2016 | Jocs Olímpics                               | 1                                           | 1                                           | 1                                           |                                             | 3                                           | 1                                           |
| 2017 | no va participar                            | no va participar                            | no va participar                            | no va participar                            | no va participar                            | no va participar                            | no va participar                            |
| 2018 | U.S. Classic                                |                                             | 1                                           |                                             | 10                                          | 1                                           | 1                                           |
| 2018 | Campionat Nacional                          |                                             | 1                                           | 1                                           | 1                                           | 1                                           | 1                                           |
| 2018 | Selecció pel Mundial                        |                                             | 1                                           | 1                                           | 2                                           | 4                                           | 1                                           |
| 2018 | Mundial                                     | 1                                           | 1                                           | 1                                           | 2                                           | 3                                           | 1                                           |
| 2019 | Copa del Món de Stuttgart                   |                                             | 1                                           |                                             |                                             |                                             |                                             |
| 2019 | U.S. Classic                                |                                             | 1                                           |                                             | 5                                           | 3                                           | 1                                           |
| 2019 | Campionat Nacional                          |                                             | 1                                           | 1                                           | 3                                           | 1                                           | 1                                           |
| 2019 | Selecció pel Mundial                        |                                             | 1                                           | 1                                           | 4                                           | 2                                           | 1                                           |
| 2019 | Mundial                                     | 1                                           | 1                                           | 1                                           | 5                                           | 1                                           | 1                                           |
| 2020 | no va competir per la pandèmia per COVID-19 | no va competir per la pandèmia per COVID-19 | no va competir per la pandèmia per COVID-19 | no va competir per la pandèmia per COVID-19 | no va competir per la pandèmia per COVID-19 | no va competir per la pandèmia per COVID-19 | no va competir per la pandèmia per COVID-19 |
| 2021 | U.S. Classic                                |                                             | 1                                           |                                             | 15                                          | 1                                           | 1                                           |
| 2021 | Campionat Nacional                          |                                             | 1                                           | 1                                           | 3                                           | 1                                           | 1                                           |
| 2021 | Olympic Trials                              |                                             | 1                                           | 1                                           | 3                                           | 3                                           | 1                                           |
| 2021 | Jocs Olímpics                               | 2                                           | WD                                          | WD                                          | WD                                          | 3                                           | WD                                          |
| 2022 | no va competir                              | no va competir                              | no va competir                              | no va competir                              | no va competir                              | no va competir                              | no va competir                              |
| 2023 | US Classic                                  |                                             | 1                                           |                                             | 3                                           | 1                                           | 1                                           |
| 2023 | Campionat Nacional                          |                                             | 1                                           |                                             | 3                                           | 1                                           | 1                                           |
| 2023 | Selecció pel Mundial                        |                                             | 1                                           |                                             | 13                                          | 3                                           | 1                                           |
| 2023 | Mundial                                     | 1                                           | 1                                           | 2                                           | 5                                           | 1                                           | 1                                           |
| 2024 | US Classic                                  |                                             | 1                                           |                                             | 2                                           | 2                                           | 1                                           |
| 2024 | Campionat Nacional                          |                                             | 1                                           | 1                                           | 1                                           | 1                                           | 1                                           |
| 2024 | Olympic Trials                              |                                             | 1                                           |                                             | 2                                           | 4                                           | 1                                           |
| 2024 | Jocs Olímpics                               | 1                                           | 1                                           | 1                                           | R1                                          | 5                                           | 2                                           |